# Вузье (кантон)
Вузье́ (фр. Vouziers) — кантон во Франции, находится в регионе Шампань — Арденны, департамент Арденны. Входит в состав округа Вузье.
Код INSEE кантона — 0831. Всего в кантон Вузье входит 15 коммун, из них главной коммуной является Вузье.

## Коммуны кантона
| Коммуна       | Население, чел. (1999) | Почтовый индекс | Код INSEE |
| ------------- | ---------------------- | --------------- | --------- |
| Балле         | 245                    | 08400           | 08045     |
| Бурк          | 70                     | 08400           | 08077     |
| Ванди         | 212                    | 08400           | 08461     |
| Вризи         | 360                    | 08400           | 08493     |
| Вузье         | 4 742                  | 08400           | 08490     |
| Гриви-Луази   | 191                    | 08400           | 08200     |
| Катр-Шан      | 189                    | 08400           | 08350     |
| Контрёв       | 73                     | 08400           | 08130     |
| Ла-Круа-о-Буа | 137                    | 08400           | 08135     |
| Лонве         | 82                     | 08400           | 08259     |
| Мар-су-Бурк   | 54                     | 08400           | 08279     |
| Сент-Мари     | 67                     | 08400           | 08390     |
| Террон-сюр-Эн | 114                    | 08400           | 08443     |
| Тож           | 94                     | 08400           | 08453     |
| Фалез         | 326                    | 08400           | 08164     |

## Население
Население кантона на 1999 год составляло 6 956 человек.
| 1962  | 1968  | 1975  | 1982  | 1990  | 1999  | 2006 | 2007 | 2008 |
| ----- | ----- | ----- | ----- | ----- | ----- | ---- | ---- | ---- |
| 6 626 | 7 287 | 7 366 | 7 131 | 7 065 | 6 956 | —    | —    | —    |